# 烏里奇恰 (沃洛季米列齊區)
51°34′50″N 25°53′7″E / 51.58056°N 25.88528°E
烏里奇恰（烏克蘭語：Уріччя），是烏克蘭西北部的村莊，隸屬里夫內州的瓦拉什區。該村面積7.61平方公里，海拔高度153米，2001年人口212，人口密度每平方公里27.9人。